# Karl Bähre
Karl Bähre (Hannover, 11 aprile 1899 – Hannover, 14 gennaio 1960) è stato un pallanuotista tedesco, vincitore di una medaglia d'oro all'olimpiade di Amsterdam 1928.